# دارين دايي
دارين دايي (بالإنجليزية: Darren Daye)‏ مواليد 30 نوفمبر 1960 في دي موين، هو لاعب كرة سلة أمريكي معتزل. بدأ مسيرته الاحترافية في سنة 1983. تم اختياره من قبل فريق واشنطن ويزاردز خلال الدرافت. يبلغ طوله 6 قدم 8 بوصة (2.0 م). اعتزل اللعب في 1997.

## المسيرة الاحترافية
لعب مع واشنطن ويزاردز من سنة 1983 إلى 1986، ثم لعب مع شيكاغو بولز في سنة 1986، ثم لعب مع بوسطن سيلتكس في سنة 1988، ثم لعب مع فيكتوريا يبرتاس بيزارو في الدوري الإيطالي من سنة 1988 إلى 1992، ثم لعب مع منز سانا 1871 باسكت من سنة 1992 إلى 1994.

## روابط خارجية
- دارين دايي على موقع الاتحاد الدولي لكرة السلة (الإنجليزية)
- دارين دايي على موقع إن بي أي (الإنجليزية)
- دارين دايي على موقع سبورتس رفرنس (الإنجليزية)
- دارين دايي على موقع كلية كرة السلة في سبورتس رفرنس.كوم (الإنجليزية)
- دارين دايي على موقع ريلجم (الإنجليزية)
- دارين دايي على موقع بروبوليرز (الإنجليزية)